# Gaudenzio Ferrari

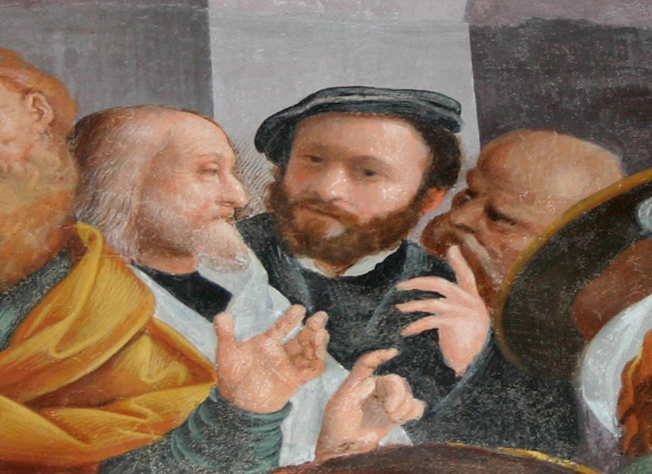
Zelfportret (links) met Bernardino Lanino en Giovan Battista Della Cerva

Gaudenzio Ferrari (Valduggia, ca. 1471 - Milaan, 1546), bijgenaamd de Milanees, was een Italiaanse renaissanceschilder, beeldhouwer en architect die actief was in zijn geboortestreek Piëmont en in Lombardije. Hij was sterk beïnvloed door Leonardo da Vinci's schilderstijl en diens Milanese volgelingen zoals Bramantino.

## Sacro Monte di Varallo
Op de rotsen van de Monte Tre Croci, zeshonderd meter boven zeeniveau, is eind 15e eeuw door de franciscaner monnik Bernardino Caimi di Milano een basiliek gebouwd met 45 kapellen. Het was de eerste sacro monte, heilige berg, begin van een reeks sacri monti, die samen een Kruisweg vormen. Gaudenzio Ferrari verfraaide de basiliek en de kapellen met fresco's en beeldhouwwerk, in totaal meer dan achthonderd. Aan het project werd ook meegewerkt door Bernardino Lanino, il Morazzone, Dionigi Bussola en Benedetto Alfieri.

## Andere werken (selectie)
- Pietà, in de Koninklijke Galerij te Turijn
- Sint Catharina als door een wonder gered van de folteringen van het Wiel, Brera Galerij in Milaan,
- Fresco's in kerk van Santa Maria della Pace.
- Maagd met Engelen en Heiligen onder een sinaasappelboom, in de kathedraal van Vercelli
- Laatste Avondmaal, in de refter van San Paolo.
- Geboorte van de Maagd, Annunciatie, Visitatie, Aanbidding van de herders en koningen, Kruisiging, Hemelvaart van Maria (1532 - 1535), kerk van San Cristoforo.
- Sint Paulus Mediterend, Louvre, Parijs.
- Presentatie in de tempel, Christus onder de artsen, Geschiedenis van Christus (1507), het klooster van de Franciscanen, Varallo Sesia.
- Aanbidding(na 1527), Santa Maria di Loreto, in de buurt van Varallo
- Glorie van de Engelen(1535), koepel van de Santa Maria dei Miracoli, Saronno
- Geseling van Christus,Ecce Homoen''Kruisiging (1542), Santa Maria delle Grazie, Milaan.

- Auckland Art Gallery Toi o Tāmaki: 7737
- Biblioteca Nacional de España: XX4996601
- Bibliothèque nationale de France: cb14973795w (data)
- Gemeinsame Normdatei: 11868339X
- International Standard Name Identifier: 0000 0000 8097 098X
- KulturNav: ec44161a-fe7f-41a6-88c7-bc142a9dc934
- Library of Congress Control Number: n80030769
- MusicBrainz: 97a1a30c-98a2-4fab-8d39-10fda157bdd0
- Nationale Bibliotheek van Tsjechië: xx0223330
- Nationale bibliotheek van Australië: 36048155
- Nationale Bibliotheek van Israël: 987007388057505171
- Nederlandse Thesaurus van Auteursnamen: 070475911
- Réseau des bibliothèques de Suisse occidentale: 02-A000062248
- RKD-Nederlands Instituut voor Kunstgeschiedenis: 27756
- Istituto Centrale per il Catalogo Unico: RAVV021611
- Système universitaire de documentation: 027513068
- Trove: 1201279
- Union List of Artist Names: 500000975
- Virtual International Authority File: 17497497
- WorldCat: E39PBJdMdgYtYmmfJkGvV4KmVC